# Włodzimierz Nalazek
Włodzimierz Nalazek est un ancien joueur polonais de volley-ball né le 10 avril 1957 à Varsovie (voïvodie de Mazovie). Il mesure 2,00 m. Il totalise 278 sélections en équipe de Pologne.

## Clubs
| Club                       | De        | À         |
| -------------------------- | --------- | --------- |
| AZS Olsztyn                | 1978-1979 | 1984-1985 |
| Sönmez Filament Bursa      | 1985-1986 | 1985-1986 |
| AS Grenoble                | 1986-1987 | 1987-1988 |
| Stade Poitevin             | 1988-1989 | 1988-1989 |
| AZS Olsztyn                | 1989-1990 | 1989-1990 |
| Club Voleibol Calvo Sotelo | 1990-1991 | 1990-1991 |
| Chênois Genève             | 1991-1992 | 1993-1994 |

## Palmarès
- Championnat d'Espagne (1)
  - Vainqueur : 1991
- Championnat de France
  - Finaliste : 1987
- Championnat de Turquie
  - Finaliste : 1986
- Championnat de Pologne
  - Finaliste : 1980
- Coupe de Suisse (2)
  - Vainqueur : 1993, 1994
- Coupe d'Espagne (1)
  - Vainqueur : 1991
- Coupe de France
  - Finaliste : 1987
- Coupe de Pologne (1)
  - Vainqueur : 1982